# Microcavia shiptoni
Microcavia shiptoni је врста глодара из породице замораца или морске прасади (лат. Caviidae).

## Распрострањење
Аргентина је једино познато природно станиште врсте.

## Станиште
Врста Microcavia shiptoni има станиште на копну.
Врста је по висини распрострањена до 4.000 метара надморске висине.

## Угроженост
Ова врста је на нижем степену опасности од изумирања, и сматра се скоро угроженим таксоном.

### Популациони тренд
Популација ове врсте се смањује, судећи по расположивим подацима.